# Барретт, Марлайн
Марлайн Барретт (англ. Marlyne Barrett, род. 13 сентября 1978) — американская телевизионная актриса.
Барретт родилась и выросла в Бруклине, Нью-Йорк, где начала свою карьеру появляясь на офф-бродвейской сцене и малых фильмах. На телевидении она появилась с разными ролями в эпизодах «Закон и порядок», «Закон и порядок: Специальный корпус» и «Закон и порядок: Суд присяжных», а также в «Спаси меня», «Смертельно скучающий», «Хорошая жена», «Сплетница» и «Американское преступление». Наибольшей известности она добилась благодаря своей роли консула Нерис Кэмпбелл в сериале HBO «Прослушка», где она снималась с 2006 по 2008 год. Также у Барретт были второстепенные роли в «Схватка» и «Короли».
В 2015 году Барретт начала сниматься на регулярной основе в сериале NBC «Медики Чикаго».

## Избранная фильмография
| Год  |   | Русское название | Оригинальное название | Роль            |
| ---- | - | ---------------- | --------------------- | --------------- |
| 2010 | с | Сплетница        | Gossip Girl           | Марта Чемберлен |